# أكسل يوهانسون (مجدف)
أكسل يوهانسون (بالسويدية: Axel Johansson)‏ هو مجدف سويدي، ولد في 16 أكتوبر 1885 في غوتنبرغ في السويد، وتوفي بنفس المكان في 2 فبراير 1979.

## وصلات خارجية
- أكسل يوهانسون على موقع الاتحاد الدولي للتجديف (الإنجليزية)
- أكسل يوهانسون على موقع اللجنة الأولمبية الدولية (الإنجليزية)
- أكسل يوهانسون على موقع أوليمبيديا (الإنجليزية)
- أكسل يوهانسون على موقع اللجنة الأولمبية السويدية (السويدية)